# Simone Lee
Simone Alexandria Lee (Milwaukee, 7 settembre 1996) è una pallavolista statunitense, schiacciatrice della Megavolley.

## Biografia
Figlia di Karen e Arthur Lee, nasce a Milwaukee, in Wisconsin. Ha una sorella maggiore di nome Chelsea, pallavolista dal 2012 al 2015 alla Eastern Illinois. Nel 2014 si diploma alla Menomonee Falls High School e in seguito studia giornalismo alla Pennsylvania State University.

## Carriera

### Club
La carriera di Simone Lee inizia a livello di club col Milwaukee Sting e poi col Fusion, giocando parallelamente a livello scolastico con la Menomonee Falls HS. Dopo il diploma gioca nella NCAA Division I con la Penn State: fa parte delle Nittany Lions dal 2014 al 2017, aggiudicandosi il titolo nazionale durante il suo freshman year, raggiungendo un'altra Final 4 durante il suo senior year e ricevendo diversi riconoscimenti individuali.
Appena conclusi gli impegni con la sua università, nel dicembre 2017 firma il suo primo contratto professionistico con l'Imoco, club della Serie A1 italiana col quale disputa la restante parte della stagione 2017-18, vincendo lo scudetto. Nella stagione seguente gioca nella Sultanlar Ligi turca col Beylikdüzü Vİ.
Nel campionato 2019-20 emigra in Giappone, dove partecipa alla V.League Division 1 con le Kurobe AquaFairies; al termine degli impegni con la formazione asiatica, si accasa in Germania per il finale della 1. Bundesliga con lo MTV Stoccarda. Nel campionato seguente rientra in forza al club di Kurobe, mentre nell'annata 2021-22 gioca nuovamente nel club di Stoccarda, aggiudicandosi due scudetti e una Coppa di Germania.
Inizia la stagione 2023-24 con le turche del Sarıyer, ma a novembre approda nella Serie A1 italiana con il Casalmaggiore per il resto dell'annata. Resta nella massima divisione italiana anche nella stagione seguente, ma con la Megavolley.

### Nazionale
Nel 2012 viene convocata nella nazionale statunitense under 18, conquistando la medaglia d'oro al campionato nordamericano, mentre un anno dopo conquista l'argento al campionato mondiale.
Debutta in nazionale maggiore in occasione della Coppa panamericana 2018, dove vince la medaglia d'oro, seguita da un altro oro alla NORCECA Champions Cup 2019, dove viene premiata come miglior schiacciatrice. Si aggiudica poi il bronzo alla Coppa panamericana 2023, insignita del premio come miglior schiacciatrice, e l'oro alla NORCECA Final Six 2023, premiata in questo caso sia come miglior giocatrice sia come miglior schiacciatrice.

## Palmarès

### Club
- NCAA Division I: 1

2014
- Campionato italiano: 1

2017-18
- Campionato tedesco: 2

2021-22, 2022-23
- Coppa di Germania: 1

2021-22

### Nazionale (competizioni minori)
- Campionato nordamericano under 18 2012
- Campionato mondiale under 18 2013
- Coppa panamericana 2018
- NORCECA Champions Cup 2019
- Coppa panamericana 2023
- NORCECA Final Six 2023

### Premi individuali
- 2016 - All-America First Team
- 2016 - NCAA Division I: Lincoln Regional All-Tournament Team
- 2017 - All-America First Team
- 2017 - NCAA Division I: State College Regional MVP
- 2017 - NCAA Division I: Kansas City National All-Tournament Team
- 2019 - NORCECA Champions Cup: Miglior schiacciatrice
- 2023 - Coppa panamericana: Miglior schiacciatrice
- 2023 - NORCECA Final Six: MVP
- 2023 - NORCECA Final Six: Miglior schiacciatrice